# Мангазея (издательство)
«Мангазея» — российское частное издательство, основанное в 1990 году в Новосибирске.

## История
Издательство было основано в 1990 году. В то время организация выпустила три номера одноимённого альманаха, а также сборник стихов новосибирских поэтов.
В 1992 году учреждено частное коммерческое издательство «Мангазея» с председателем совета директоров В. В. Глинским.
После распада Советского Союза издательство начало выпускать книжные серии: «Сказки учёного кота» (для детей), «Книга для мальчиков» и «Книга для девочек», «Родное слово» К. Ушинского; «Школьная библиотека» (вместе с изд-ми Москвы), «Русский криминал» (в последний период жизни редактировал писатель А. У. Китайник), «Хорошее настроение» (собрание анекдотов, песен, тостов, выходившее под руководством А. И. Денисенко).
В 1997 году «Мангазея» вместе с Новосибирским книжным издательством и Сибирским отделом «Детской литературы» организовала проект по возрождению серии «Библиотека приключений и фантастики» («Золотая рамка»).
В 1999 году «Мангазея» начала сотрудничать с писательницей Юлией Лавряшиной и приступила к выпуску её художественных произведений, составивших серию «Незнакомка», которая открылась романом «Авернское озеро»; а в 2004 году издательством была опубликована первая детская работа писательницы — повесть «Улитка в тарелке», получившая в 2010 году Международную детскую литературную премию В. П. Крапивина.

## Художники издательства
Художники «Мангазеи» — А. Шезвезов, В. Савин.